# Osi and the Jupiter
Osi and the Jupiter ist ein Nordic-Ritual-Folk-Projekt des US-amerikanischen Multiinstrumentalisten Sean Kratz. Seit 2017 steht er beim Eisenacher Musiklabel Eisenwald Tonschmiede unter Vertrag.

## Diskografie
- 2017: Uthuling Hyl (Album, CD, Eisenwald Tonschmiede)
- 2018: Halls of the Wolf (Album, CD, Eisenwald Tonschmiede)
- 2019: Grå Hest (Single, 7”-Vinyl, Eisenwald Tonschmiede)
- 2019: Nordlige Rúnaskog (Album, CD/2xLP, Eisenwald Tonschmiede)
- 2020: Appalachia (EP, 12”-Vinyl+CD, Eisenwald Tonschmiede)
- 2020: Songs of Origin and Spirit mit By the Spirits, Fellwarden und Mosaic (Split-Album, CD, Eisenwald Tonschmiede / Heimat Musik)
- 2021: Stave (Album, CD/LP/MC, Eisenwald Tonschmiede)
- 2023: Cedar And Sage (Riders Of The Gallows: Vol 1) (Album, CD/2xCD/LP, Eisenwald Tonschmiede)

Beiträge auf Kompilationen
- 2019: Grå Hest auf Autumn Fires: Seeds of Amber (CD, Eisenwald Tonschmiede)

## Musikvideos
- 2023: Cedar And Sage (Produktion: Greenfeather Media LLC)